# Чарльз Генрі Вілтон
Чарльз Генрі Вілтон (англ. Charles Henry Wilton; 15 червня 1761, Глостер — 15 серпня 1832,  Саутпорт)  — англійський скрипаль, співак, композитор і викладач скрипки та фортепіано.

## біографія
Вілтон народився у Глостері, Англія, 15 червня 1761 року і помер 15 серпня 1832 року у Саутпорті, Ланкашир, Англія. Коротка інформація про його життя міститься в останніх виданнях The New Grove Dictionary of Music and Musicians, а також є згадка в Біографічному словнику акторів, актрис, музикантів, танцюристів, менеджерів та іншого сценічного персоналу Лондона, 1660—1800.
Глостер є одним із місць проведення Фестивалю трьох хорів, і в молодості Вілтон навчався гри на скрипці під керівництвом Феліче Джардіні, керівника оркестру фестивалю. У кінці 1770-х років їхні імена з'являються разом на афішах камерних концертів у Лондоні, де Джардіні був резидентом. Вілтон продовжив навчання в Італії, і після повернення у 1784 році він змінив Джардіні на посаді керівника оркестру Фестивалю трьох хорів. Місце його проживання невідоме, але в цей час він був активний у Лондоні — зафіксовано, що він був керівником оркестру під час виконання ораторії "Юдиф" у театрі Хеймаркет у Лондоні 13 березня 1785 року. На певному етапі він оселився на північному заході Англії. Протягом багатьох років користувався попитом як керівник оркестрів у Ліверпулі, Манчестері та Йорку, хоча на деякий час проживав у Брентфорді близько 1805 року. Лайсон стверджує, що до 1812 року він залишив гру на скрипці та зосередився на викладанні гри на фортепіано в районі Ліверпуля.

## Композиції
Британська бібліотека має ряд творів, зокрема:
- Опус 1: Шість дуетів для скрипки та альта (Лондон, бл. 1780)
- Опус 2: Шість дуетів для двох скрипок (Лондон, 1794)
- Опус 3: Шість соло для скрипки та бассо контінуо (клавесин) (Ліверпуль, 1789)
- Опус 3d: Дванадцять прогресивних дуетів для двох скрипок (Лондон, бл. 1794)
- Опус 5: Набір із вісімнадцяти уроків для фортепіано або клавесина (Ліверпуль, 1791)
- Опус 6: Три дуети з шотландськими мелодіями для двох скрипок (Лондон, 1795)
- Опус 9: Шість сонат для фортепіано (Лондон, бл. 1805)
- --: Набір коротких і знайомих п’єс для органа, 2 томи (Лондон, бл. 1805)
- --: Сонатина до мажор
- --: "Coolun", ірландська мелодія з варіаціями для фортепіано або клавесина (Ліверпуль, бл. 1790)
- --: 100 мелодій псалмів і гімнів зі співами (Лондон, 1827)

Існує багато інших налаштувань пісень.

## Записи
Три з шести дуетів Opus 2 були записані (як тріо) з додаванням басового континуо. Вони поєднані з септетом Гуммеля на диску, доступному на Forgotten records.
Частина Псалма 12 включена до збірки постановок псалмів хору Королівського коледжу в Кембриджі.
Одну з фортепіанних сонат включено (з неправильними датами) як першу п'єсу в серії "Від класики до модерну" Денеса Аге. Ноти доступні безкоштовно. Цей популярний твір має багато записів на YouTube, деякі з цікавими варіаціями (Відео на YouTube, Відео на YouTube).